# 风车莲

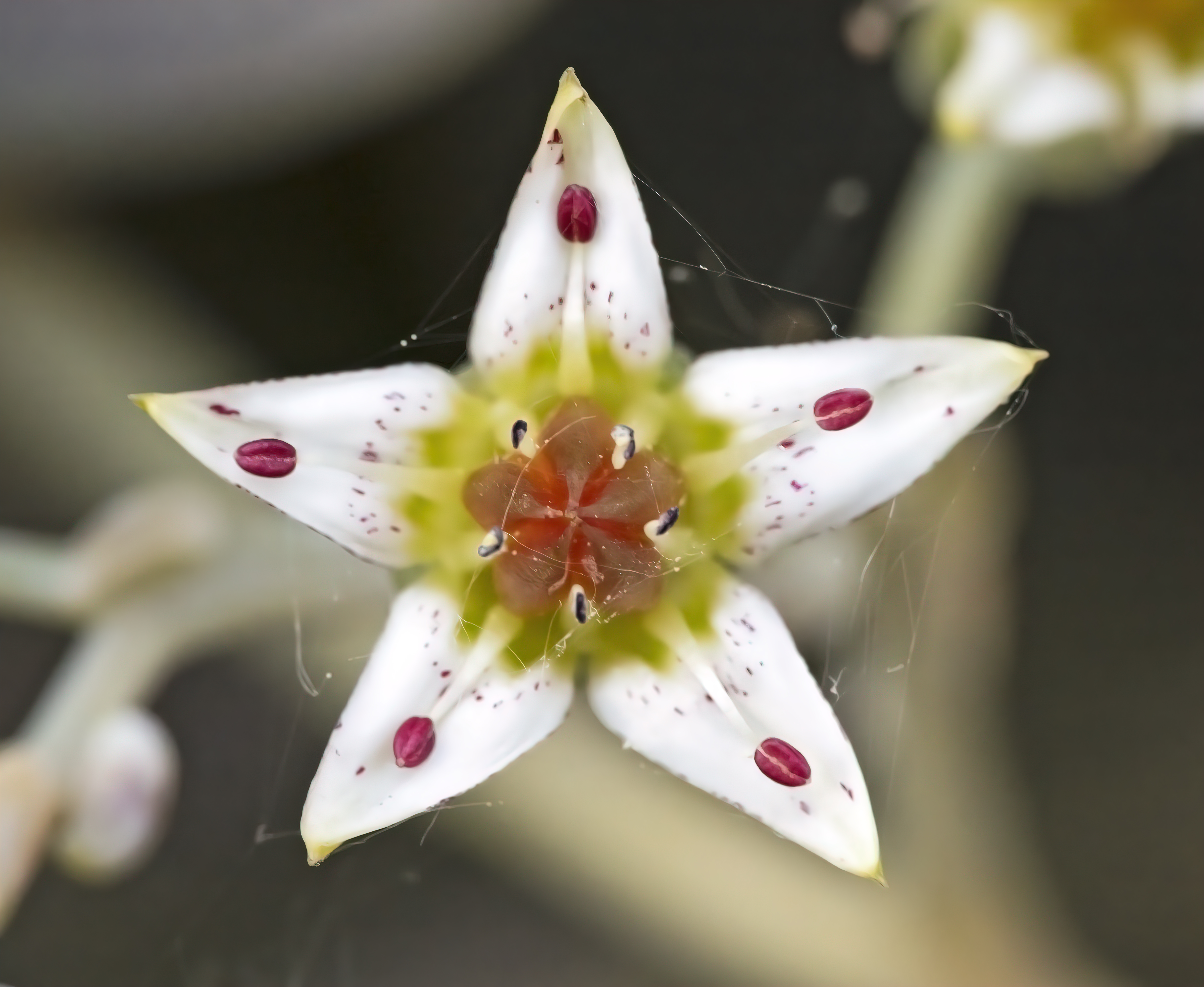
花

風車蓮，又稱風車草、玉蓮、粉葉石蓮花、粉瓦蓮、宝石花，日文名朧月，為景天科风车莲属的多肉植物，原產地墨西哥。其茎秆伸长如风车杆，叶片簇生于茎顶如风车叶，故名风车莲、风车草。

## 變種
風車蓮有兩個變種：
- 風車蓮 （僅見栽培，野生情況不明）
- 小風車蓮 （有时作为单独的物种）